# Nouvelles orientales
Nouvelles orientales est un recueil de nouvelles de Marguerite Yourcenar publié chez Gallimard en 1938. Il regroupe dix nouvelles historiques ou fantastiques publiées précédemment dans des revues littéraires.

## Nouvelles du recueil
- « Comment Wang-Fô fut sauvé » ;
- « Le Sourire de Marko » ;
- « Le Lait de la mort » ;
- « Le Dernier Amour du prince Genghi » ;
- « L'Homme qui a aimé les Néréides » ;
- « Notre-Dame-des-Hirondelles » ;
- « La Veuve Aphrodissia » ;
- « Kâli décapitée » ;
- « La Fin de Marko Kraliévitch » ;
- « La Tristesse de Cornélius Berg ».

## Genèse du recueil
D'abord publiées séparément, les dix nouvelles ont été retravaillées par l'autrice  pour constituer un recueil. En post scriptum elle explique les évolutions des textes choisis, leurs origines. L'adjectif « orientales » se justifie par le fait que l'auteur s'est inspiré des fonds culturels méditerranéen ou extrême-oriental. Le recueil paraît chez Gallimard en 1938. Marguerite Yourcenar fait quelques corrections au moment de la réédition du recueil en 1963.